# 柯立芝
柯立芝（英語：Coolidge)，可以指：
- 卡尔文·柯立芝（英語：John Calvin Coolidge, Jr.，1872年7月4日－1933年1月5日）：第30任美国总统，
- 格雷丝·柯立芝（英語：Grace Anna Goodhue Coolidge，1879年1月3日－1957年7月8日）：美國前第一夫人。

|  | 本页或本分段罗列了姓氏为「柯立芝」的人物。 如果是一个指代特定个人的内链将您引导到本页，請考慮修正該人物的名字以將链接指向正確的條目。 |